# Jakov Brdar
Jakov Brdar, slovenski kipar hercegovsko-hrvaškega rodu, * 22. april 1949, Livno, Bosna in Hercegovina.
Rodil se je 22.aprila 1949 v Livnu v Bosni in Hercegovini. Rodno pokrajino opiše kot prostor, v katerem ni ničesar oblikovala človeška roka in je poln pogovorov z naravo ter spominov na lunarno pokrajino pašnikov in kamenja, kot kraj, kjer človek enostavno mora biti sam.
Kiparstvo je študiral na Akademiji za likovno umetnost v Ljubljani. Diplomiral je leta 1975 pri prof. Dušanu Tršarju. Leta 1979 je končal postdiplomski študij na isti Akademiji. 
Med letoma 1980 in 1981se je izpopolnjeval v Parizu v Franciji s štipendijo Moše Pijade. Med letoma 1988 in 1991 je s štipendijo Philip Morris kot član Berufsverband Bilderden Künstler živel in delal v Berlinu (Berlin Bildhauerwerkstätten) v Nemčiji. Leta 1991 je razstavil svoje skulpture v stalni zbirki Pergamonskega muzeja v Berlinu. Max Kunze, direktor muzeja v tistem času, je v razstavnem katalogu zapisal "da umetnik v neposrednem soočenju z antiko v nobenem pogledu ni bil poražen".
Leta 1998 je za razstavo Pridiga ptičem v Mali galeriji v Ljubljani prejel najvišjo nagrado za likovno umetnost v RS Sloveniji - nagrado Prešernovega sklada za kiparstvo.
Njegove skulpture so narejene po zakonu naravnih proporcev - po merilu njegovega lastnega telesa. Od nekdaj ga zanima človeško telo in išče odgovor na to, kaj človeško telo sploh je. Roke, s katerimi modelira, čuti kot orodje, merilo in kot čutni senzor celotnega organizma. Kar koli počne, počne brez slehernega napora. Modelira s celimi dlanmi, z dolgimi potezami, ki puščajo za seboj sledi roke in grobe kosme gline. Mehko glino, ki jo pri svojem delu uporablja, pred tem zgnete in zmeša z nogami. Njegova desna roka modelira levo polovico in leva roka desno polovico telesa. Ko modelira, sledi naravnemu gibu roke, ki je vedno nekakšna spirala, in pri tem vseskozi čuti skulpturo v objemu roke. Skozi njegova dela se čuti, da ima občutek za ples, glasbo, za proporce in za harmonijo. 
Rad opazuje stare freske in slike renesančnih mojstrov: Giotta, Fra Angelica, Piera della Francesce. Opazi tisto, kar običajno drugi spregledajo. Na prvi pogled nevidnim detajlom "v drugem planu" da, kot citatom starih mojstrov, kiparsko formo. Ko spregovori o svojem delu, poudari da je treba pri skulpturi ločiti likovno anatomijo od opisne funkcionalne anatomije človeškega telesa.
Njegova dela hranijo v stalnih zbirkah Moderne galerije in Mestnega muzeja v Ljubljani, ter Obalnih galerij v Kopru in Piranu.
Leta 2000 je imel retrospektivo v Obalnih galerijah v Kopru in Piranu.
Svoje skulpture je leta 2005 razstavil v eni od najpomembnejših antičnih palač na svetu - v Dioklecianovi palači v Splitu na Hrvaškem.
Jakov Brdar je avtor številnih skulptur in javnih spomenikov v Sloveniji in tujini. Kip Livenze pred mestno hišo v Motta di Livenzi v neposredni bližini Benetk v Italiji je leta 2002 nastal kot plod sodelovanja z arhitektom Borisom Podrecco.
Njegove skulpture stojijo v središču slovenske prestolnice Ljubljane: na Mesarskem mostu (bronasti kipi Prometeja, Satirja, Adama in Eve), Petkovškovem nabrežju v neposredni bližini ljubljanske tržnice, na Ključavničarski ulici v starem delu mesta. Pred centralno železniško postajo stoji njegov konjeniški spomenik Rudolfa Maistra. V Šentvidu v Ljubljani, v parku Zavoda sv. Stanislava, stoji tudi skulptura sv. Jožefa. Omeniti velja še spomenik Jamesu Joycu  na železniški postaji in portret Charlesa Nodiera v atriju Francoskega inštituta Charlesa Nodiera.
Njegove skulpture krasijo staro ribiško mesto Komiža na otoku Visu na Hrvaškem.
Leta 2010 je za svoje delo prejel nagrado mesta Ljubljane.
Kip Kristusa je leta 2014 razstavil v cerkvi Marija Zdravje v Piranu. Skulpturi Ona in On sta stali na Piranski punti na slovenski obali.
Leto kasneje je imel razstavo v eni najlepših renesančnih palač - Landhaus pod zaščito Unesca v Gradcu v Avstriji. Istega leta je razstavil monumentalno bronasto skulpturo Kristusa v baziliki Santa Maria presso San Satiro (mojstrovini velikega renesančnega arhitekta Donata Bramanteja) v neposredni bližini Milanske stolnice na Expo 2015 v Milanu v Italiji.
Tanja Pregelj Kobe je za njegovo delo zapisala: " Mogočne figure Jakova Brdarja utelešenje duha antike, hkrati pa so njihova stvaritev, prežeta z izpovednim sporočilom kiparjeve lastne duše, odmika od meril tistega časa." "Njegova dela, ne realistična in ne abstraktna, ne klasična in ne moderna v smislu danes uveljavljenih smeri, živijo svoje življenje...".
Kipar Jakov Brdar, ki velja za enega najboljših slovenskih kiparjev živi in dela v Ljubljani v Sloveniji (EU).

## Brdar v tujini
Leta 1991 so njegove skulpture postavili med antične mojstrovine v stalni zbirki Pergamonskega muzeja v Berlinu v Nemčiji.
Kip Livenze na glavnem mestnem trgu pred Mestno hišo v Motta di Livenzi v neposredni bližini Benetk v Italiji je leta 2002 ustvaril v spomin na nekdaj poplavljeno mesto.
Leta 2005 je imel razstavo v eni od najpomembnejših antičnih palač na svetu -  v Dioklecianovi palači v Splitu na Hrvaškem.
V njegovem rojstnem kraju Livnu v Bosni in Hercegovini stoji njegov dvojni portret hrvaškega slikarja Gabrijela Jurkića.
Njegove skulpture krasijo staro ribiško mesto Komiža na otoku Visu na Hrvaškem.
Leta 2014 je imel razstavo Ona in On ter Križani v eni najlepših renesančnih palač v Evropi - Landhaus v avstrijskem Grazu.
Leta 2015 je razstavil monumentalno bronasto skulpturo Križanega, ki velja za vrhunec njegovega opusa v baziliki Santa Maria presso San Satiro, ki je delo največjega renesančnega arhitekta Donata Bramanteja na Expo 2015 v Milanu v Italiji.